# Нэо
Нэо (neo) — проект искусственного (планового) международного языка, созданный бельгийским дипломатом и лингвистом Артуро Алфандари. Нэо является апостериорным, автономным языком и сочетает в себе черты эсперанто, идо, новиаля, окциденталя, волапюка. Корневая база языка и грамматика приближены (в сравнении с эсперанто и идо) к английскому языку.

## История
Впервые проект языка был представлен автором в 1937 году, но не привлек широкого внимания. В 1961 году в Брюсселе Алфандари опубликовал свой главный труд под названием «Cours pratique de Neo deuxieme langue». Работа включала в себя: краткую и полную грамматику, учебный курс из 44 лекций, переводы литературных произведений (поэзия и проза), оригинальную нэо литературу, научные и технические тексты, идиомы, детальные франко-нэо и нэо-французский словари. Общий объём публикации 1304 страницы и около 60 тыс. словарных статей. Степень детализации проекта была беспрецедентной в истории интерлингвистики.
Нэо привлёк внимание редакции и читателей «International Language Review» (Даллас, США) специального издания, посвящённого искусственным языкам. В 1962 году было создано общество сторонников проекта «Friends of Neo». Для распространения языка и обеспечения единства в процессе его развития была создана «Академия нэо». В период с 1961 по 1968 год в Брюсселе при участии Алфандари издавалось периодическое издание на языке нэо «Neo-bulten», были опубликованы французский, английский и немецкий учебники нэо. Однако, активной работе по распространению языка мешали тяжёлая болезнь и преклонный возраст Артуро Алфандари (к моменту издания своего главного труда в 1961 году ему исполнилось 72 года). После смерти Артуро Алфандари в 1969 году Академия и Друзья нэо прекратили существование.

## Грамматика

### Алфавит
Алфавит нэо состоит из 26 знаков современной латинской графики. На письме допускается замена «q» — «kw», «x» — «ks». Для буквы «с» также допустимо прочтение как «ц».  Непроизносимые звуки отсутствуют. Следующие комбинации произносятся как в английском языке: «sh» — ш, «zh» — ж, «ts» — ц.

### Ударение
- Ударение падает на предпоследний слог, в словах оканчивающихся на гласную: patro (отец).
- Ударение падает на последний слог в словах оканчивающихся на согласную: amor (любовь)
- Окончание множественного числа «s» не влияет на ударение: libro (книга) — libros (книги).
- Буква «y» является согласной и не влияет на положение ударения: bolyo (доброе утро).
- Ударение никогда не падает на «u» в сочетании «guo», после «a» и «e»: linguo (язык).
- В сложных словах каждый компонент сохраняет своё ударение: isnon (девятнадцать).

### Артикль
- Определённый артикль lo. Перед словом начинающимся на гласную «o» может быть опущено и обозначено апострофом: l’arbo (конкретное дерево). Во множественном числе добавляется окончание множественного числа -s. Также -s может добавляться для дополнительного смыслового выделения, либо для более ясного произношения.
- Неопределённый артикль un. Пример: un vir (какой-то мужчина).
- Определённый и неопределённый артикли могут опускаться как в латинском и русском языках.

### Существительное
- Все существительные имеют окончание -o, -os. Часто окончание -o существительных единственного числа опускается если это ведёт к упрощению произношения: frato — frat (брат), но никогда libro — libr (книга), так как скопление согласных в конце слова усложняет произношение и различение со следующим словом.
- Окончание множественного числа -os никогда не опускается.
- Для указания женского рода используется окончание -in: doktor, doktorin (доктор, женщина доктор).

### Прилагательное
- Прилагательные имеют окончание -a и не согласуются в числе с существительным.
- Если прилагательное используется как существительное, то для указания множественного числа используется окончание -s.
- Опционально окончание -a может быть опущено если прилагательное стоит перед существительным к которому относится, но никогда, если стоит позади него.

### Наречие
Наречие образуется с помощью окончания -e: forta (сильный), forte (сильно).

### Местоимения

#### Личные и притяжательные
| Личные мест.   | Дат., винит. падежи личного мест. | Притяжат. мест. |
| -------------- | --------------------------------- | --------------- |
| mi я           | me мне, меня                      | ma мой          |
| tu ты, вы      | te тебе, вам, тебя, вас           | ta твой, ваш    |
| il он          | le ему, его                       | la его          |
| el она         | le, ley ей, её                    | la её           |
| it вещь        | le, it ему, ей, его, её           | la его          |
| so сам         | se себе, себя                     | sa свой         |
| nos мы         | ne нам, нас                       | na наш          |
| vu вы          | ve вам, вас                       | va ваш          |
| zi они         | ze им, их                         | za их           |
| zel они (жен.) | ze, zey им (жен.), их             |                 |

- Если личное местоимение стоит после предлога, то оно всегда имеет именительный падеж: venar tu kon nos? (ты пойдёшь с нами?).
- Направление действия кроме дательного падежа личного местоимения может передаваться предлогом a и личным местоимением в именительном падеже: a tu (тебе). В третьем лице, только при указании направления допускаются замены: le — lu; ley — luy; ze — zu; zey — zuy.
- Если в одной фразе содержится два местоимения, указывающих направление и объект, то первым ставится местоимение направления: mi te it vendar (я тебе это продаю).
- Притяжательные местоимения во множественном числе оканчиваются на -s.
- Существует акцентированная форма притяжательных местоимений: mia, tua, ila, ela, ita, soa, nosa, vua, zia, zela. Обычно усиленное местоимение следует после существительного, к которому относится: Patrio mia! (Отчизна моя!).
- Животное может обозначаться местоимениями il, el, it. Если в предложении два местоимения одно из которых относится к человеку, а второе к животному, рекомендуется использовать по отношению к человеку il (el), а в отношении животного it.
- Притяжательные местоимения могут использоваться как приставки: maopine (по-моему мнению).
- Местоимение zi имеет специальную форму ziel для обозначения пар или смешанных групп мужчин и женщин.

#### Дополнительные местоимения
lo то, тот: lo ki me plar (тот, что мне нравится); lo ke mi var i (тот, который я хочу иметь).
ko (вин. падеж ke) что: ko oxar? (что случилось?); ke par mi fi po vu (что я могу сделать для вас?).
ki (вин. падеж ken) кто (кого): ki venar? кто приходит?; ken vidar vu? (кого вы видите?).
kia чей: kia et lap? (чья это ручка?).
ki (вин. падеж ke) который (которого): lo vir ki venar (тот мужчина, который подходит); lo vir ke tu vidar (тот мужчина, которого ты видишь).

### Глагол

#### Глагол «иметь»
- У глагола i (иметь) следующие формы (одинаковые для всех лиц):

Настоящее время: ar
Прошедшее время: ir
Будущее время: or
Условное наклонение: ur
Повелительное наклонение: iu
Совершённая форма глагола: at
Причастие, деепричастие совершенного вида: inda, inde
Причастие, деепричастие не совершенного вида: anda, ande
- Глагол i является модельным и образует окончание всех других глаголов: vidi (видеть); el vidar (она видит).
- Действительный залог может образовываться как в английском языке: nos ar vidat (мы увидели), а может по модели эсперанто с помощью глагола быть si и суффикса inda: zi sor endinda (они закончат).
- Страдательный залог образуется как в английском: mi sar batat (меня побили) или с помощью глагольного суффикса at: mi batatar (меня побили).
- Возвратная форма глагола может быть образована как в английском языке: il se vunar (он вредит себе), или с помощью суффикса is: li vunisar (он вредит себе).
- Взаимная форма глагола образуется с помощью суффикса uc: nos amucar (мы любим друг друга).
- В настоящем времени глагол si (быть) часто опускается: il bona (он хороший).

#### Односложные глаголы
- Следующим односложным глаголам соответствуют двусложные формы, указанные в скобках:

| i (avi)     |  | иметь                |  | pi (posi)   |  | мочь                    |
| bi (bevi)   |  | пить                 |  | pli (plazi) |  | доставлять удовольствие |
| di (doni)   |  | дать                 |  | si (esi)    |  | быть                    |
| fi (fari)   |  | делать               |  | shi (shali) |  | быть должным            |
| fli (flugi) |  | лететь               |  | spi (sapi)  |  | знать                   |
| gi (igi)    |  | идти                 |  | sti (esti)  |  | остаться                |
| ji (iji)    |  | (кем-то)             |  | ti (meti)   |  | ставить, класть         |
| kri (kredi) |  | верить               |  | tri (trovi) |  | находить                |
| li (lati)   |  | оставлять, позволять |  | vi (voli)   |  | желать, хотеть          |

- Обе формы имеют одинаковое значение и могут употребляться на усмотрение говорящего. Употребление двусложной формы (за исключением глагола si) рекомендуется в случаях, когда необходимо уменьшить темп речи для более лёгкого понимания.

### Коррелятивы
| ka какой              | kaun кто, который     | kao (или ko) что       | kae (или kom) как         | kaye (или vo) где          |
| et такой              | etun этот             | eto это                | ete так                   | etye (или ik) здесь        |
| yen вот (такой)       | yenun тот             | yeno то                | yene тем способом         | yenye (или ye) там         |
| osa другой            | osun другой           | oso другая вещь        | ose иначе, по-другому     | osye в другом месте        |
| som какой-то          | somun кто-то          | somo что-то            | some как-то               | somye где-то               |
| shak каждый           | shakun каждый         | shako каждая вещь      | shake каждым способом     | shakye в каждом месте      |
| tot весь              | totunos (или tos) все | toto (или to) всё      | tote полностью            | totye (или toye) везде     |
| sert некоторый        | sertun некто          | serto нечто            | serte некоторым способом  | sertye в некотором месте   |
| kel любой             | kelun любой           | kelo любой             | kele по-всякому           | kelye в любом месте        |
| tal такой             | talun определённый    | talo определённая вещь | tale определённым образом | talye в определённом месте |
| nil никакой           | nilun никто           | nilo ничто             | nile никак                | nilye нигде                |
| etosa один из         | etosun один из        | etoso один из          |                           |                            |
| somosa какой-то ещё   | somosun кто-то ещё    | somoso что-то ещё      | somose как-то ещё         | somosye где-то ещё         |
| nilosa никакой больше | nilosun никто больше  | niloso ничто больше    | nilose никак больше       | nilosye нигде больше       |

### Числительные
Количественные числительные
| 1  | 2  | 3   | 4   | 5   | 6   | 7   | 8  | 9   | 10 | 11   | 20   | 100 | 121      | 200  | 1 000 | 406 966                 | миллион | миллиард |
| un | du | tre | qar | qin | sit | sep | ot | non | is | isun | duis | ek  | ekduisun | duek | mil   | qareksitmil nonsitissit | milyon  | milyard  |
| -- | -- | --- | --- | --- | --- | --- | -- | --- | -- | ---- | ---- | --- | -------- | ---- | ----- | ----------------------- | ------- | -------- |

- Порядковое числительное образуется с помощью окончаний -a, -e: una (первый); due (во-вторых).
- Мультипликативное числительные образуется с помощью суффикса -pl: tripla (тройной); triple (втройне).
- Дробное числительное образуется с помощью суффикса -im: duim (1/2); dim (половина); qarim (1/4).
- Субстантивное числительное образуется с помощью окончаний -o, -os: iso (десяток); ekos (сотни)
- Собирательное числительное образуется с помощью суффикса -op: duope (по двое, вдвоём) triopo (трое).
- Фреквентатив с помощью суффикса -yes: treyes (трижды), qaryesa (четырёхразовый).
- Уровень, класс образуется с помощью суффикса -ala: unala (первичный), duala (вторичный).
- Допускается замена sit — six; is — dek; ek — cent.

### Аффиксы
Аффиксы языка нэо состоят из 39 приставок и 52 суффиксов:

#### Приставки
| ad— заместитель, помощник, вице, вспомогательный     | adsekrer заместитель генерального секретаря; adkolonel подполковник; adlinguo искусственный язык.                                                               |
| amb— обоюдный                                        | ambelta двусторонний; ambelte (нареч.) с двух сторон; amb—dezo обоюдное желание; ambdecide (нареч.) по обоюдному решению.                                       |
| ante— пред—, перед (место)                           | antekam вестибюль, прихожая, переднее; antegardo авангард; antebraso предплечье.                                                                                |
| anti— анти                                           | antialkola антиалкогольный; antikonstitua антиконституционный.                                                                                                  |
| arci— архи, сверх, пере, самый                       | arcdux эрцгерцог; arcrika исключительно богатый; arcikolma заполненный; arcivesko архиепископ.                                                                  |
| bi—, du— двойной (количество)                        | bilingua двуязычный; dufaca двуликий. |
| bis— дважды (частота)                                | bisveka (прил.) два раза в неделю; biside (нареч.) дважды в день.                                                                                               |
| bo— родство через брак                               | bopatro тесть; bomatro тёща; bofilyo зять; bofilin невестка; boeltros родители супруга (супруги).                                                               |
| di— указание на недостаток, отмена, лишение качества | difi отменить; diarmo разоружение; divantagi причинять ущерб; dipoezi депоэтизировать.                                                                          |
| do— после (время)                                    | domid время после полудня; domida послеполуденный; domide (нареч.) поле полудня; doguera послевоенный.                                                          |
| duf— трудный                                         | dufplekibla сложный для объяснения; dufvindibla труднопродаваемый; duflektibla трудночитаемый.                                                                  |
| ex— бывший, экс                                      | exroy бывший король; exspozo бывший муж. |
| ge— обоих полов                                      | gesiros дамы и господа; gefratos братья и сёстры. |
| in— входить, вводить, помещать внутрь                | inmixi вмешаться; inkasi реализовать (продать за наличные); involvi окутывать; inkesi упаковать.                                                                |
| inter— между                                         | interven вторжение; interlini вписывать; internasyona международный.                                                                                            |
| intra— внутри                                        | intravenya внутренний; intramuskla внутримышечный. |
| ize— легко                                           | izeplekibla лёгкий для объяснения; izekomprenibla лёгкий для понимания.                                                                                         |
| ju— только                                           | jumarlat молодожён (только женившийся); junasat новорожденный; juarivat только прибывший.                                                                       |
| mal— противоположное значение                        | malix неудача; malonesta нечестный, мошеннический; malablo неуклюжесть, неловкость.                                                                             |
| mis— отрицательное качество                          | misinformo дезинформация; misposal злоупотребление властью. |
| mul— много, поли                                     | mulvorta многословный; mulspozo полиандрия (многомужество). |
| nar— следующий                                       | narvik следующая неделя; naryes следующий раз. |
| ni— никогда                                          | niudat неслыханный; nividat невиданный; nivinkat непобедимый.                                                                                                   |
| no— отрицание                                        | noposibla невозможный; noendat незаконченный; novole нечаянно, невольно; nokribla невероятный.                                                                  |
| pas— последний, прошедший                            | pasmirko прошлая среда; pasvek прошлая неделя; pasyema (прил.) прошлой зимы; pasanya прошлогодний.                                                              |
| pre— пред, перед (время)                             | preistora доисторический; predanki заранее быть благодарным; prelasta предпоследний.                                                                            |
| re— пере, повтор, снова                              | refi переделать; remarlo снова жениться; redici передумать (решить снова).                                                                                      |
| ri— родство через второй брак, замена                | rimatro мачеха; ripatro отчим; risor сводная сестра; rirot запасное колесо.                                                                                     |
| rir— задний, сзади                                   | rirshop подсобное помещение в магазине; rirgardo арьергард; rirsizo прошлый сезон; rirpenso скрытый мотив; ririgi идти в обратном направлении.                  |
| sam— похожий, одинаковый                             | samlandan иностранец; samtempe одновременно; samidein единомышленницы.                                                                                          |
| semi— полу, наполовину                               | semivege (нареч.) на полпути; semilongo половина длины; semimorta полумёртвый; semibak полузащитник.                                                            |
| sen— без, недостаток                                 | senmova неподвижный; senodora (прил.) без запаха; sendulda нетерпеливый; senposoбезвластие.                                                                     |
| sub— под                                             | subtera подземный; submarior подводная лодка; submara подводный; subsuol недра.                                                                                 |
| sur— над, сверх, супер                               | surom сверхчеловек, супермен; surstimadi переоценивать (преувеличивать ценность); surabondo сверх изобилие.                                                     |
| to— все                                              | tokolora цветной (всецветный); tosorta любой (любого вида); tosorta jensos всякие народы.                                                                       |
| tri—, tre— три                                       | trimes три месяца, квартал; trigon треугольник; trebeda kam трёхместная комната.                                                                                |
| tris— троекратный                                    | trismese три раза в месяц; trisanya periodik издание, выходящее три раза в год.                                                                                 |
| un— один, единый, моно                               | unalma единодушный; unalmeso единодушие; unelta односторонний; underka veo односторонняя дорога.                                                                |
| yo— тому назад                                       | yolong давным-давно, много времени назад; yopok мгновение назад, только что; yovekos несколько недель назад; yoanya koronazo коронация, состоявшаяся год назад. |

- Кроме перечисленных могут использоваться греческие и латинские общеупотребительные приставки: poli—, para—, mono—, qasi—, ipo—, iper—, homo—, infra—, extra—, tetra—, penta—, exa—, epta—, okto—, deka—, endeka—, ikosa—, omni—, multi— и так далее.
- Часто в качестве приставок используются предлоги и числительные.

#### Суффиксы
| —aс           | пейоратив (отрицательная оценка)                     | viraco хулиган, бандит; boyaco беспризорник; libracho чтиво, плохая книга. |
| —ad           | действие, функция, офис, удар                        | dumado вздор, чушь; fanfaronado бахвальство; shenado постановка (пьесы, спектакля); movadi перейти veskado епископство; profesorado профессорство; ambasado посольство; pugnado пробивание отверстий; pedadi давать пинка                                                    |
| —al           | язык                                                 | Anglal английский; Rusal русский; Fransal французский; Deucal немецкий |
| —aldo         | главный, начальник                                   | stasyonaldo начальник станции; orkestraldo дирижёр оркестра; stafaldo управляющий персоналом |
| —an           | принадлежность к группе, членство семейство животных | civan, civin гражданин, гражданка; feldan, feldin крестьянин, крестьянка; samreligan единоверец bovidos семейство полорогих (коровы, бизоны и т. д.); ovan яйцекладущие |
| —aro          | место                                                | edaro столовая; ludaro игровая комната; pregaro часовня, молельня |
| —aryo         | получатель                                           | destinaryo адресат; latadaryo наследник; beneficiaryo выгодоприобретатель |
| —ava          | содержащий                                           | ferava железистый (богатый железом); aurava золотоносный; niava пустой, порожний |
| —ayo          | вид материального объекта                            | edayo еда, пища, провиант; bevayo выпивка; medikayos медикаменты |
| —azo          | длительное действие                                  | formazo формирование; lustrazo шлифование, полирование; saponazo намыливание |
| —eg           | большой, крупный, много                              | domego домище; fortega сильнющий; edegi объедаться; bevegi напиваться |
| —el           | суффикс с неопределённым значением                   | flamel блуждающий огонёк; fansel безделушка |
| —em           | склонность, сходство                                 | rubema красноватый; jalema желтоватый; edema прожорливый; bonema добрый, добродушный; sonyemi фантазировать, мечтать |
| —enda         | указывает на совершение действия над объектом        | mendenda заказанный; lukenda разрешённый, дозволенный; vendenda проданный; bakenda возвращённый; agenda запланированный |
| —ensi         | начинать                                             | skurensi начинать темнеть, смеркаться; plorensi расплакаться |
| —er           | занятие, дело                                        | vender продавец; kofer покупатель; oprer рабочий; oprerin рабочая (женщина рабочий); kanter певец |
| —eso          | качество, природа                                    | boneso добро; beleso красота; albeso белизна; nereso чернота; prudenso благоразумие (сокращение от prudenteso) |
| —est          | превосходная степень                                 | belesta красивейший; bonestaнаилучший; malesta наихудший |
| —et           | уменьшительный                                       | boyet маленький мальчик; felet маленькая девочка; promenet короткая прогулка; beveti хлебнуть, глотнуть; nereso чернота; prudenso благоразумие (сокращение от prudenteso) |
| —eyo          | собирательный                                        | omeyo человечество; yuneyo юношество (молодые люди); nobleyo аристократия; Kristeyo христианская церковь (объединение всех христиан); |
| —graf         | профессия, наука, искусство                          | geograf географ; geografa географический; geografio география;biograf биограф; biografa биографический; biografio биография |
| —ia           | притяжательный                                       | kia чей; nilunia ничей; tosia принадлежащий всем;lo povia viv бедняцкая жизнь |
| —ibl          | возможный                                            | ibla доступный, имеющийся; posibla возможный; vidibla видимый;lektiblaчитабельный |
| —id           | потомок                                              | Latinida романский (язык); Eraklid гераклид |
| —ie           | причина                                              | kie из-за чего, почему; etie поэтому; nilie беспричинно; kelie по любой причине; somie по какой-то причине |
| —if           | определяющий, вызывающий что-либо                    | dormifa усыпляющий; exitifa возбуждающий; benifa полезный, выгодный; lezifa вредящий, причиняющий ущерб |
| —ig           | идти                                                 | dormigi идти спать; bedigi идти в постель; fensigi идти к окну |
| —ij           | становиться кем-то или чем-то                        | dormiji засыпать; oldiji стареть; vidibliji становиться видимым; beliji становиться красивым |
| —il           | инструмент                                           | kotil нож; kupil ножницы; oril часы; sidil стул; korkil штопор; razil бритва; nuxil орехокол; domilos бытовая техника; sukril щипцы для сахара; dentil зубочистка; stiril утюг                                                                                               |
| —in           | женский род                                          | doktorin докторша, женщина доктор; roin королева; venderin продавщица; pinterin художница; kuderin швея; leonin львица; tigrin тигрица |
| —ind          | причастие, деепричастие совершённого вида            | vidinde увидев; ricinde получив; oldijinde состарясь; oldijinda состарившийся |
| —inil         | маленькая ёмкость                                    | sukerinil сахарница; salinil солонка; teinil чашка для чая; kafinil чашка для кофе; pepinil перечница |
| —ingo         | машина                                               | lavingo стиральная машина; plateningo посудомоечная машина |
| —io           | искусство; наука занятие обобщение, совокупность     | kemio химия; glifio гравировка; medikio медицина; panio пекарство; industrio промышленность; oldio старичьё (о людях), старьё (о вещах); socio общество |
| —ior          | транспорт                                            | peskior рыбацкая лодка; delior эсминец, истребитель; ivior авианосец; bombior бомбардировщик; petrolior нефтеналивной танкер |
| —ir           | сравнительная степень                                | altira более высокий; granira бо’льший; letira меньший; fortira более сильный; klevira более способный; ofira более частый; ofire чаще |
| —is           | возвратный                                           | mirisi смотреть на себя; punisi корить (наказывать) себя; permisi позволять себе; mi permisar ve disturbi я позволю себе вас побеспокоить |
| —ism, —ist    | учение, приверженность                               | socalismo социализм; socalist социалистический; paxismo пацифизм, —ist пацифистский; idealismo идеализм, —ist идеалистский; fashismo фашизм, —ist фашистский |
| —it           | нездоровье, болезнь                                  | difterit дифтерит; epit гепатит; uremit уремия; okit офтальмия |
| —log, —a, —io | наука, искусство                                     | dermolog, —a, —io дерматолог, —ический, —ия; grafolog, —a, —io графолог, —ический, —графология |
| —ol           | детёныш, уменьшительное                              | ipol жеребёнок, ослёнок; bovol телёнок; dorfol деревушка; domol домик; bastol палочка |
| —ond          | собираться, начинать, приходить                      | pluvonda собирается дождь; venonda наступающий, приходящий; nel mesos venonda в наступающие месяцы; la shipos departonda эти (известные) отплывающие (покидающие) корабли |
| —orio         | производство                                         | bisqitorio кондитерская фабрика; telorio льняная фабрика; kordorio канатная фабрика |
| —oyo          | мебель                                               | skriboyoписьменный стол, стойка регистратуры, конторка; klozoyo стенной шкаф, буфет; frigoyo холодильник |
| —oz           | изобилие, избыток, достаток                          | rikozo огромное богатство; rikoza очень богатый; lumoza сияющий, блестящий; lumozo сияние, блеск |
| —uc           | взаимность                                           | libuci любить друг друга; libucu! любите друг друга!; elpuco взаимопомощь; bon boyos elpucar хорошие мальчики помогают друг другу |
| —ul           | маленький                                            | omul карлик; infanul малыш; manul ручонка; pedul ножка; katul котик |
| —un           | индивид (жен.: —in)                                  | vunun раненый; vunin раненая; malun плохой человек; malin плохая женщина; prizun заключённый; prizin заключённая |
| —uyo          | ёмкость, небольшое место, книга                      | sigaretuyo портсигар; okiluyo футляр для очков; totuyo ящичек, шкатулка; gaeduyo караульное помещение, будка; orduruyo мусорный контейнер; adresuyo адресная книга; trenuyo расписание поездов; oruyo расписание; fonuyo телефонная будка; fonadresuyo телефонный справочник |
| —ye           | место                                                | klezye в церковь, в церкви; kinye (куда) в кино, (где) в кино; Londonyeв Лондон, в Лондоне; Bruxelye в Брюссель, в Брюсселе; skolye в школу, в школе; domye домой, дома; toye (куда) всюду, (где) везде; somye куда-то, где-то; nilye никуда, нигде                          |
| —yer, —eyer   | растение, культура                                   | pomyer яблоня; rozyer куст розы; frutyer фруктовое дерево; piceyer персиковое дерево; pirseyer груша (дерево); fragyer клубника |
| —yes          | частота, случай, раз                                 | somyes несколько раз; mulyes много раз; kanyes сколько раз?; duyes дважды; ekyes сто раз; idyes однажды; pasidyes в один из прошедших дней; naridyes один из наступающих дней                                                                                                |

### Степени сравнения
- В нэо существует пять степеней сравнения, четыре из которых образуются с помощью суффиксов -ir, -eg, -isim -est:

1. grana (большой)
2. granira (больший)
3. granega (очень большой)
4. granisima (в высшей степени большой)
5. lo granesta (самый большой)

## Примеры текстов

### Отче наш
Русский язык
Отче наш, сущий на небесах! Да святится имя Твоё;

Да прийдет Царствие Твоё; да будет воля Твоя и на земле, как на небе;

Хлеб наш насущный дай нам на сей день;

И прости нам долги наши, как и мы прощаем должникам нашим;

И не введи нас во искушение, но избавь нас от лукавого.
Esperanto (Zamenhof 1887)
Patro nia kiu estas en la ĉielo, sankta estu via nomo.

Venu regno via! Estu volo via, tiel en la ĉielo tiel ankaŭ sur la tero.

Panon nian ĉiutagan donu al ni hodiaŭ.

Kaj pardonu al ni ŝuldojn niajn, kiel ni ankaŭ pardonas al niaj ŝuldantoj.

Kaj ne konduku nin en la tenton, sed liberigu nin de la malbono.
Neo (Alfandari 1965)
Na Patro ki sar in cel, siu ta nam santat

Venu ta regno. Siu fat la vol, absen in cel, as on ter.

Na shakida pan ne diu oje.

E ne pardonu na debos, as nos pardonar na deberos.

E no ne induku in tentado, mo ne fridu da mal.